# Agostino Natale Luci
Agostino Natale Luci, noto anche come Natale Luci (Firenze, 10 dicembre 1857 – Arezzo, 19 luglio 1937) è stato un fotografo e pittore italiano, capostipite di una dinastia di fotografi toscani attivi tra Arezzo e Siena, tra la fine del XIX secolo e i primi decenni del XX secolo.

## Biografia
Figlio di Emilio di Pietro Luci e di Adelaide di Gaetano degli Innocenti, Agostino Natale Luci studiò pittura presso l'Accademia di belle arti di Firenze dove fu seguito dai maestri Giovanni Fattori e Raffaello Sernesi. Mosse i suoi primi passi nella fotografia con un lungo apprendistato presso i fratelli Alinari di Firenze, che avevano fondato una ventina d'anni prima il celebre studio fotografico.
A 23 anni si trasferì per alcuni anni a Parigi, con sole ottanta lire in tasca, in una città che non conosceva. Dopo un mese di stenti e privazioni, trovò finalmente un'occupazione nella ditta di Paul Marcellin Berthier, dove si occupò di pittura sulla fotografia per i magazzini d'arte. A Parigi ebbe così l'opportunità di approfondire gli aspetti tecnici legati all'arte della riproduzione e del ritocco nella fotografia.

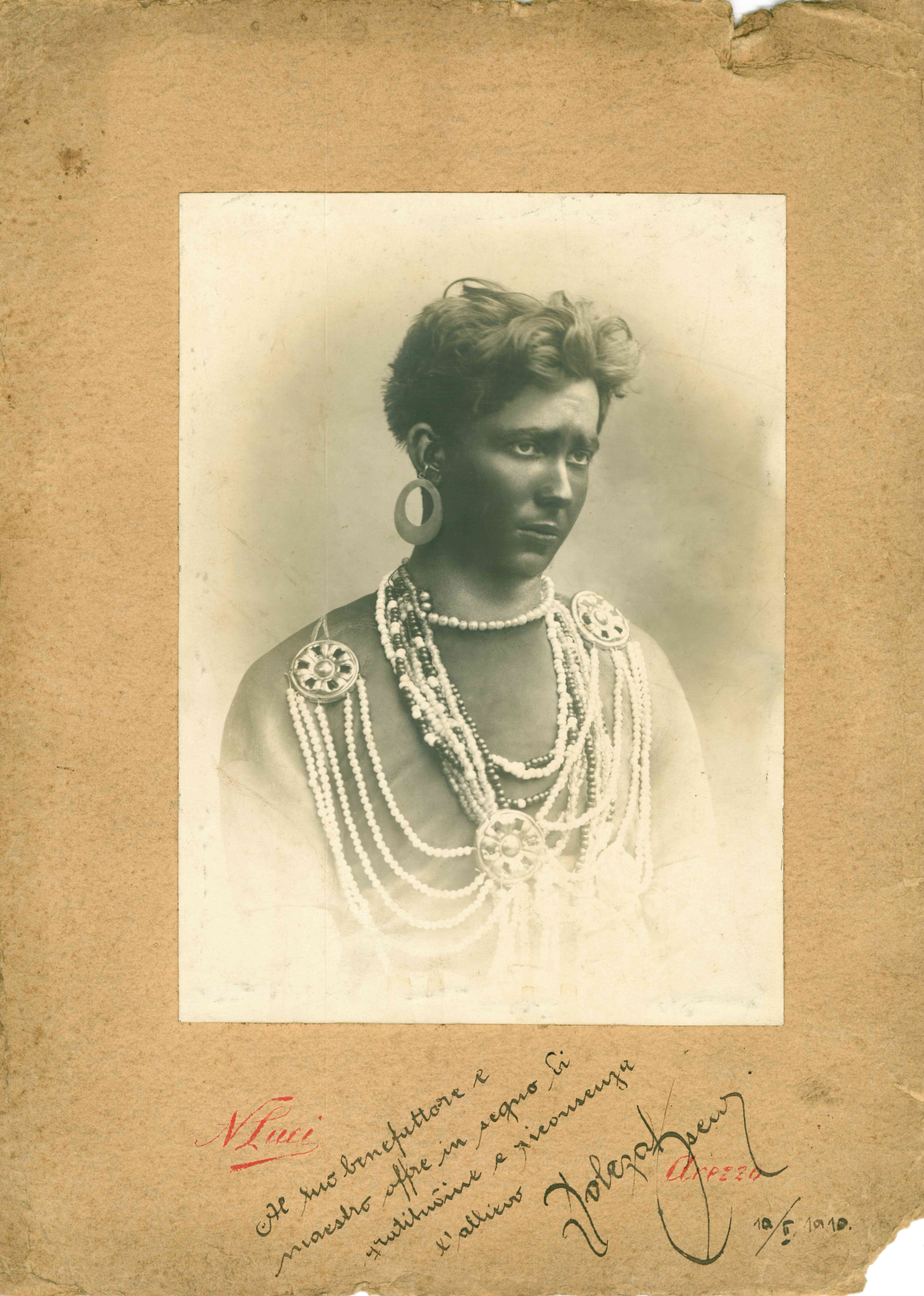
Ritratto del cantante Oscar Dolezal in costume di scena, 10 febbraio 1910

Ritornato in Italia, si trasferì ad Arezzo dove avviò la sua attività in proprio, specializzandosi nella ritrattistica e nei paesaggi-architettonici. Vinse numerosi premi, medaglie d'oro e d'argento, e collaborò con le più importanti riviste italiane e straniere.
Nel 1889 accompagnò, in qualità di fotografo, il futuro re d'Italia, all'epoca principe ereditario, nel suo viaggio a Cristiania, dove andava per salutare il Duca degli Abruzzi in partenza per una spedizione polare.
Quando Vittorio Emanuele III salì al trono, Agostino Natale Luci fu invitato al Castello Reale di Racconigi per fotografare la reggia sabauda e i dintorni della tenuta, ospite per tre mesi della famiglia reale.
Sposò Elisa Ricci, dai quali ebbe due figlie femmine e un maschio. La figlia Elvira (1884-1948) fu la prima donna fotografa professionista di Arezzo, mentre il figlio Lapo Luci operò come fotografo a Siena.
Alla Fototeca dei Civici Musei di Storia e Arte di Trieste sono conservati i suoi ritratti della regina Elena e del patriota irredentista e avvocato Eugenio Popovich.